# Monogram

Monogram w herbie Augustowa

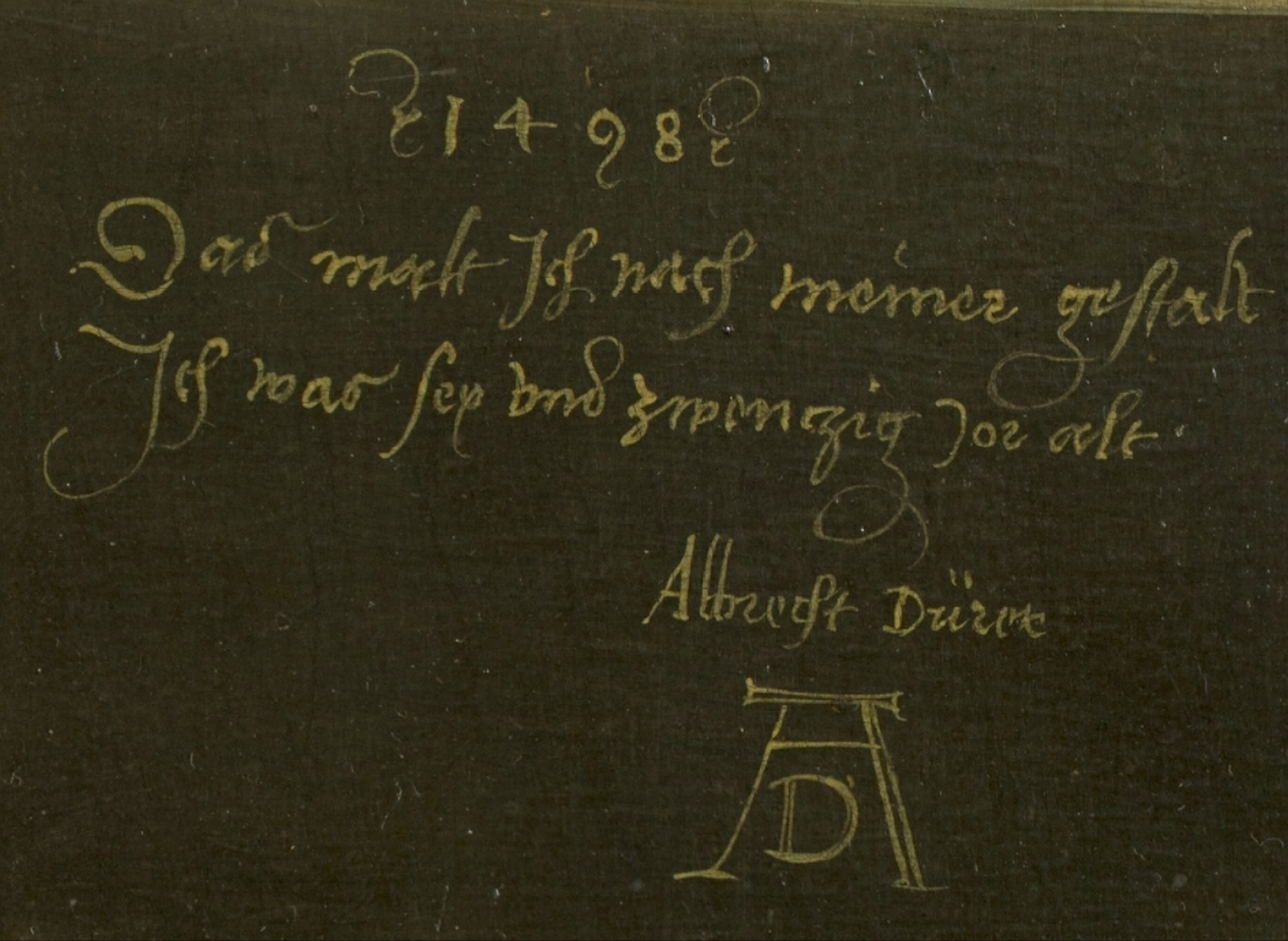
Sygnatura Albrechta Dürera na autoportrecie

Monogram (stgr. μονός – „pojedynczy”, stgr. γράμμα – „znak, litera”) – litera lub kilka liter powiązanych kompozycyjnie, stosowanych jako podpis lub znak własności.
Monogramy mogły być haftowane np. na pościeli i ubraniach, rysowane, ryte,  nanoszone na sprzętach, drukowane.
Literami monogramu są najczęściej inicjały osoby lub firmy. Naczelną cechą monogramu jest jego czytelność, a dopiero potem ozdobność.
Sygnatury na obrazie, rzeźbie mogą przybierać formę monogramu.
Odpowiednikiem monogramu w kulturze islamskiej jest tugra.